# Kohautia subverticillata
Kohautia subverticillata är en måreväxtart som först beskrevs av Karl Moritz Schumann, och fick sitt nu gällande namn av Mantell. Kohautia subverticillata ingår i släktet Kohautia och familjen måreväxter.

## Underarter
Arten delas in i följande underarter:
- K. s. eritreensis
- K. s. subverticillata